# Lotononis harveyi
Lotononis harveyi là một loài thực vật có hoa trong họ Đậu. Loài này được B.-E. van Wyk miêu tả khoa học đầu tiên năm 1991.